# Karksi-Nuia
Karksi-Nuia – miasto w prowincji Viljandi, w południowej Estonii, w pobliżu granicy z Łotwą. W 2012 roku jego populacja wynosiła 1921 osób. Dawny centrum administracyjne gminy Karksi. Najbliżej położonymi wsiami są: Univere (na północ), Polli (na północ), Karksi (na północ) i Kõvaküla (na południe).

## Historia

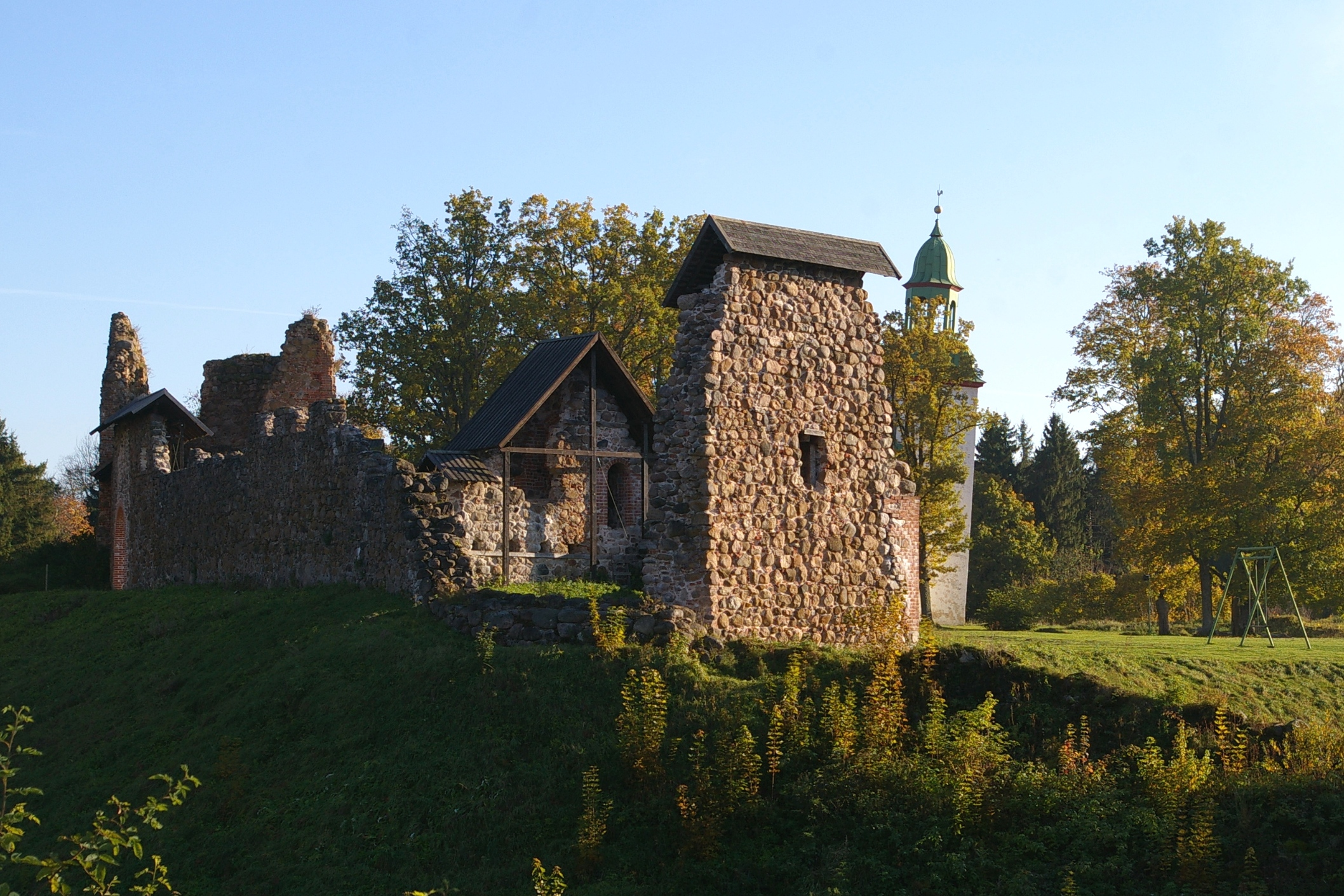
Zamek w Karksi-Nuia

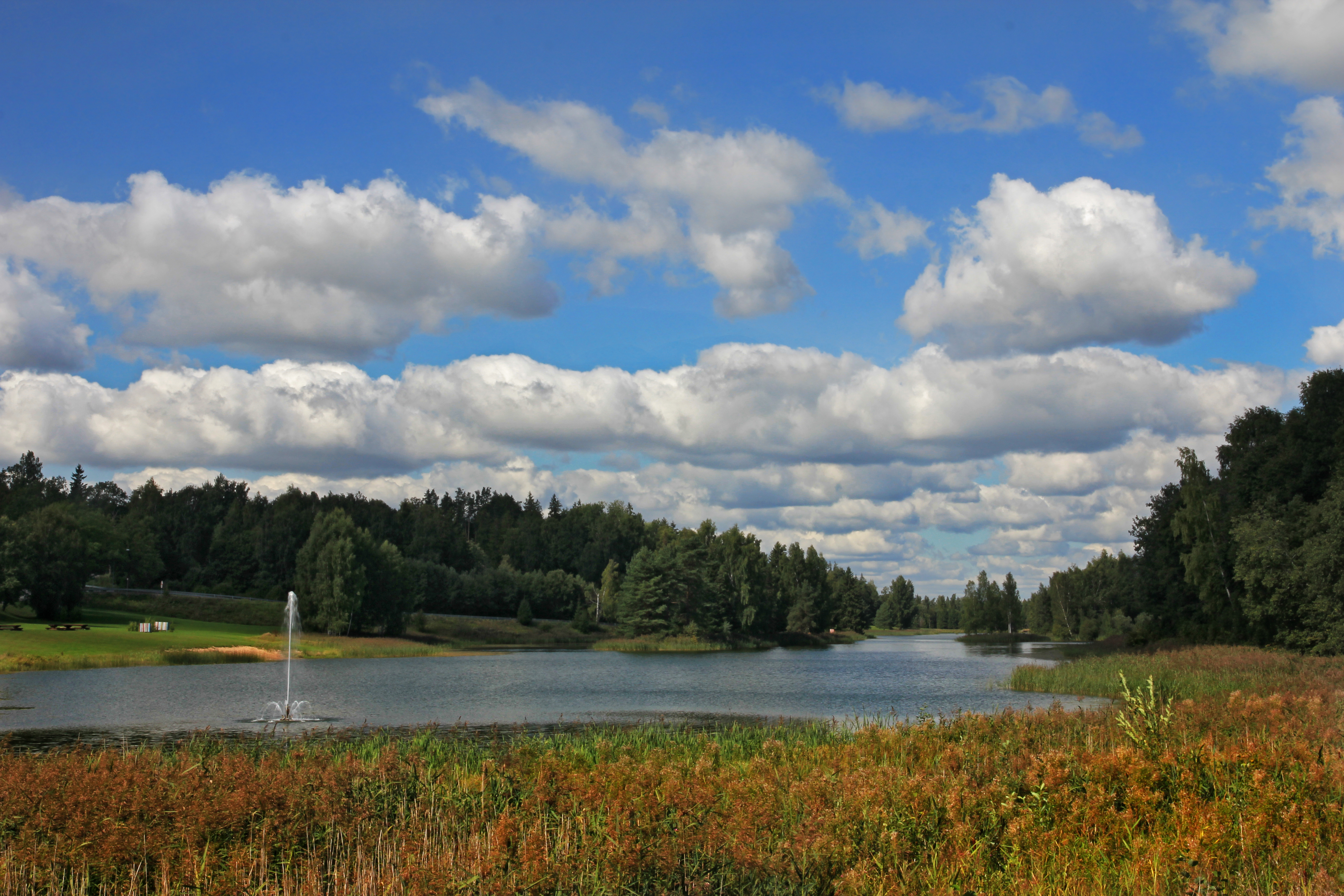
Jezioro Karksi

Miasto jest położone w małej pradolinie pomiędzy dwoma jeziorami. Pierwsze wzmianki o miejscowości pojawiły się w 1248 roku. Od tego czasu we wsi Karksi trwała budowa zamku, która została ukończona dopiero w 1357 r. z powodu bitew z Łotyszami. Po jej ukończeniu zamek stał się jedną z posiadłości Krzyżaków, a od 1470 roku rezydencją lokalnego dowódcy. W 1560 r., podczas trwania wojen inflanckich, zamek stał się własnością Łotyszy; w 1563 r. zamek został przejęty przez Szwedów; w latach 1573-1578 zamek leżał w granicach Królestwa Inflant. W 1602 r., podczas II wojny polsko-szwedzkiej, zamek został zdobyty przez wojska szwedzkie. W 1708 r., podczas III wojny północnej, zamek został zniszczony i nigdy nie został odbudowany. Do dzisiaj przetrwała niewielka część zamku – w całości zachowały się tylko zewnętrzne mury i dwie wieże. Zbudowany został z gruzów i cegły. Obecnie w zamku odbywają się różne wydarzenia kulturalne i sportowe.
W 1987 zostały połączone wsie Karksi i Nuia, przez co powstała wieś o nazwie Karksi-Nuia. W 1993 roku miejscowość otrzymała prawa miejskie.

## Geografia
Karksi-Nuia jest położone w południowej części prowincji Vljandi. Wraz z dwudziestoma innymi wsiami tworzy gminę Karksi. Znajduje się 34 km od Viljandi, 82 km od Parnawy, 99 km od Tartu i 193 km od Tallinna.

## Atrakcje turystyczne
- zamek krzyżacki w Karksi
- średniowieczna kaplica
- kościół luterański św. Piotra (wybudowany w 1777 r.)
- kościół ortodoksyjny (wybudowany w 1868 r.)
- muzeum dedykowane estońskiemu poecie Augustowi Kitzbergowi, który mieszkał w pobliżu Karksi-Nuia
- dwór z XVIII w.

## Transport
- droga nr 6 (Parnawa – Karksi-Nuia– Tõrva – Valga – Ryga)
- droga nr 49 (Imavere – Viljandi – Karksi-Nuia)
- droga nr 54 (Karksi-Nuia – Lilli)
- droga nr 188 (Karksi-Nuia – Halliste)
- droga nr 193 (Karksi-Nuia – Anikatsi)

## Znani mieszkańcy
- Märt Israel – estoński lekkoatleta specjalizujący się w rzucie dyskiem
- Margus Hunt – gracz zespołu NFL Cincinnati Bengals